# Lušečka vas
Lušečka vas – wieś w Słowenii, w gminie Poljčane. W 2018 roku liczyła 261 mieszkańców.